# Fédération marocaine de rugby à XV
La Fédération marocaine de rugby à XV (officiellement en arabe : الاتحاد الملكي المغربي للريكبي, en français : Fédération royale marocaine de rugby) est l'instance qui régit l'organisation du rugby à XV et du rugby à sept au Maroc.

## Historique
La Fédération marocaine de rugby à XV est fondée en 1956,, ; son premier président est Mohamed Benjelloun Touimi. Elle intègre la même année la Fédération internationale de rugby amateur jusqu'en 1999, date à laquelle cette dernière réduit son périmètre d'action au continent européen.
En janvier 1986 à Tunis, elle est l'une des huit fédérations nationales à l'initiative de la création de la Confédération africaine de rugby, organisme régissant le rugby sur le continent africain,.
Elle devient en mars 1988 membre de l'International Rugby Board, organisme international du rugby,.
Elle est également membre du Comité national olympique marocain,.
En novembre 2019, alors que le président Tahar Boujouala arrive à la fin de son second mandat de quatre ans et n'est pas autorisé par la loi à se représenter pour un troisième, les élections ne sont pas organisées, puis sont retardées à plusieurs reprises. Ces aléas administratifs, dus à des différends entre le président et plusieurs membres du comité exécutif, ralentissent par ailleurs la tenue des compétitions de clubs ainsi que celle du programme des équipes nationales,. La fédération marocaine est ainsi sommée à plusieurs reprises par Rugby Afrique et World Rugby d'organiser l'assemblée générale synonyme de l'élection de son président. Sans réponse de ce dernier, la fédération continentale, avec l'appui de la fédération mondiale, pose un ultimatum avec une date butoir au 1er mars 2020, sous peine d'être exclu de toute compétition africaine. L'assemblée a finalement lieu le 7 mars, à l'issue de laquelle Driss Boujouala est élu et succède à son frère Tahar,,. La suspension est tout de même confirmée par Rugby Afrique puis appuyée par World Rugby,. Bien qu'une nouvelle présidence intervient pour la saison 2021-2022, la suspension de la fédération reste active, confirmée par World Rugby en mars 2023.
La suspension est levée en octobre 2023, tout d'abord en tant que membre associé, avant de retrouver son statut à part entière lors du conseil de World Rugby du 9 mai 2024.

## Identité visuelle

Évolution du logo
Ancien logo.
Logo actuel.

## Présidents
Les personnes suivantes se succèdent au poste de président de la fédération :
- de 1956 à 1970[réf. nécessaire] : Mohamed Benjelloun Touimi
- de 1970 à 1974 : Boudriss Mohamed[réf. nécessaire]
- de 1974 à 1978 : Mohamed Toukbi[réf. nécessaire]
- de 1978 à 1982 : Adelhay Laraki[réf. nécessaire]
- de 1982 à 1984 : Taabii Ahmed[réf. nécessaire]
- de 1984 a 1997 Abderrahim Bougja[réf. nécessaire]
- de 1997 à 2002: Abdelaziz Bougja[réf. nécessaire]
- de 2002 à 2012 : Said Bouajeb[réf. nécessaire]
- de décembre 2012 à mars 2020 : Tahar Boujouala[22]
- élu en mars 2020 : Driss Boujouala[23]
- élu en novembre 2021 : Rachid Mouakkad[24]
- élu en mai 2023 : Hicham Oubaja[25]